# NGC 275
NGC 275 je spirální galaxie s příčkou v souhvězdí Velryby. Její zdánlivá jasnost je 12,5m a úhlová velikost 1,5′ × 1,2′. Je vzdálená 116 milionů světelných let. Objevil ji John Herschel 10. října 1828.
Galaxie tvoří interagující pár s galaxií NGC 274 a spolu jsou zařazeny do katalogu pekuliárních galaxií jako Arp 140.